# 奥さまは魔女 (映画)
『奥さまは魔女』（おくさまはまじょ、Bewitched）は、2005年製作のアメリカ映画である。ノーラ・エフロン監督のロマンティック・コメディ。同名のテレビシリーズの映画化。ただし、テレビシリーズのリメイクではなく、そのリメイクを演じる俳優を主役にした作品である。

## あらすじ
元ビッグスターで現在は落ちぶれ気味の俳優ジャック（ウィル・フェレル）に、テレビドラマ『奥さまは魔女』リメイク版のダーリン役としての出演依頼がくる。ジャックは主役である魔女「サマンサ」より自分が目立つことで復活を図ろうと、偶然本屋で出逢った素人のイザベル（ニコール・キッドマン）をサマンサ役として抜擢する。しかし、イザベルは普通の恋に憧れ人間界にやってきた本物の魔女であった。 
初めはジャックの傍若無人振りに反発し怒りすら覚えたイザベルだが、やがてジャックと恋に落ちる。好きになればなるほど、自分が魔女であることを隠したままでいるのに耐えられなくなったイザベルは、ジャックに秘密を打ち明ける。

## キャスト
※括弧内は日本語吹替
- イザベル・ビグロー（劇中劇サマンサ役） - ニコール・キッドマン（岡本麻弥）
- ジャック・ワイアット（劇中劇ダーリン役） - ウィル・フェレル（山寺宏一）
- アイリス（劇中劇エンドラ役） - シャーリー・マクレーン（北浜晴子）
- ナイジェル・ビグロー - マイケル・ケイン（中村正）
- リッチー - ジェイソン・シュワルツマン（水島裕）
- マリア・ケリー - クリスティン・チェノウェス（濱田マリ）
- ニーナ - ヘザー・バーンズ（渡辺美佐）
- ラリー - ジム・ターナー（内田直哉）
- スチュ・ロビソン - スティーヴン・コルベア（大塚芳忠）
- ジム・フィールズ - デヴィッド・アラン・グリア（塩屋浩三）
- ジョーイ・プロップス - マイケル・バダルコ（斎藤志郎）
- クララ伯母さん - キャロル・シェリー（野沢雅子）
- アーサー伯父さん - スティーヴ・カレル（長島雄一）
- シーラ・ワイアット - ケイティ・フィナーラン（勝生真沙子）
- クーリー - ニック・ラシェイ
- ナディーン - ケイト・ウォルシュ（北西純子）
- マチルダ - アビー・マクブライド
- ジェームズ・ブライアン巡査 - ヴィクター・ウィリアムズ
- グラディス・クラビッツ - エイミー・セダリス
- アブナー・クラビッツ - リチャード・カインド
- 駐車係 - ジャレッド・ポール
- 脚本家 - P・J・バーン（多田野曜平）
- 本人役 - エド・マクマホン
- 本人役 - コナン・オブライエン（小島敏彦）
- 本人役 - ジェームズ・リプトン（小川真司）

- 日本語吹替版その他出演：菅原正志、滝沢ロコ、朝倉栄介、亀井芳子、小林麻由子、村上あかね、斉藤梨絵、日比愛子、水城レナ、武虎

- 日本語吹替版制作スタッフ 演出：木村絵理子、翻訳：藤澤睦実、調整：田中和成、録音：金子陽、録音スタジオ：オムニバス・ジャパン、プロデュース：吉岡美惠子、制作担当：林優司／稲垣孝優、制作：東北新社

## 配役
- ジャック役は元々ジム・キャリーを予定していた。
- アリス役のクリスティン・チェノウェスはミュージカル『ウィキッド』で魔女のグリンダを演じていた（ブロードウェイ版のオリジナルキャスト）。
- ジェームズ・リプトンは「アクターズ・スタジオ・インタビュー」という形で出演。

## 評価
映画批評サイトのRotten Tomatoesは、批評家支持率23％(レビュー数185件)、一般支持率28%(評価数10万)、一般平均点は5点満点中2.6点となっている(2025-7)。一方で、キッドマン、マクレーン、ケインら俳優陣の演技に対しては好意的評価もみられた。

## トリビア
- 飽くまで、本作では「奥さまは魔女」は架空の作品ということになっているが、一部人物は作品内現実で実在しており、イザベルの叔母としてクララおばさんがほぼそのまま登場（ドラマに似た人がいたと作中で言及される）し、ラストのイザベルの新居の隣人はクラビッツ夫妻に酷似しており、更に同一人物として現実世界に具現化するかたちでアーサーおじさんが登場する。
- 日本語吹き替え版でアイリス（劇中劇でサマンサの母エンドラ）の声を当てた北浜は、テレビシリーズではサマンサの吹き替えを、イザベルの父の声の中村はテレビシリーズのナレーション（日本語版のみ）を担当している。
- イザベルは役作りのためテレビシリーズの初回=第1シーズン第1話「花嫁は魔女だった」を、ジャックも第2シーズン第5話「キツネとタヌキ」を観ている。日本語版ではテレビシリーズの吹き替え音声が流用された。

## 注
1. ↑  “松田聖子、1990年代・2000年代にリリースされたヒット曲や名曲を収録した2枚組ベスト・アルバム『SEIKO STORY〜 90s-00s HITS COLLECTION 〜』8月7日発売 - TOWER RECORDS ONLINE”. tower.jp. 2024年5月6日閲覧。
2. ↑  “I’ll fall in loveの歌詞 | 松田聖子”. ORICON NEWS. 2024年5月6日閲覧。
3. 1 2 3  “Bewitched (2005)”. Box Office Mojo.  Amazon.com. 2010年1月1日閲覧。
4. ↑  “Bewitched (2005)”. RottenTomato. 2025年7月24日閲覧。